# Saison 1 de Pretty Little Liars
Chronologie
Saison 2
Cet article présente le guide des épisodes de la première saison de la série télévisée américaine Pretty Little Liars.

## Généralités
- La saison devait initialement comporter 10 épisodes et former une mini-série, à la suite d'une très bonne audience des premiers épisodes diffusés, la chaîne ABC Family a décidé de commander 12 épisodes supplémentaires[1]. Cette saison comporte donc 22 épisodes.
- La première partie a été diffusée entre le 8 juin 2010 et le 10 août 2010 et la deuxième entre le 3 janvier 2011 et le 21 mars 2011.
- Au Canada, elle a été diffusée en simultané sur MuchMore.
- En France, la saison a été diffusée sur Orange Cinéhappy. La première partie a été diffusée entre le 23 janvier 2011 et le 20 février 2011 puis la deuxième entre le 4 septembre 2011 et le 9 octobre 2011. Elle a ensuite été rediffusé intégralement sur June, qui la diffuse aussi en Belgique et en Suisse, et D17.
- Au Québec, elle a été diffusée intégralement entre le 29 août 2011 et le 6 février 2012 sur VRAK.TV[2], prenant juste une courte pause durant les fêtes.

## Distribution de la saison

### Acteurs principaux
- Troian Bellisario (VF : Sandra Valentin) : Spencer Hastings
- Ashley Benson (VF : Karine Foviau) : Hanna Marin
- Holly Marie Comb (VF : Vanina Pradier) : Ella Montgomery
- Lucy Hale (VF : Élisabeth Ventura) : Aria Montgomery
- Ian Harding (VF : Thomas Roditi) : Ezra Fitz
- Bianca Lawson (VF : Fily Keita) : Maya St. Germain (épisodes 1 à 13)
- Laura Leighton (VF : Danièle Douet) : Ashley Marin
- Chad Lowe (VF : Patrick Mancini) : Byron Montgomery
- Shay Mitchell (VF : Ingrid Donnadieu) : Emily Fields
- Nia Peeples (VF : Odile Schmitt) : Pam Fields (épisode 1 - récurrente épisodes 2 à 22)
- Sasha Pieterse (VF : Cécile Nodie) : Alison DiLaurentis (à partir de l'épisode 2 - invitée épisode 1)

### Acteurs récurrents
- Keegan Allen (VF : Hervé Rey) : Toby Cavanaugh
- Tyler Blackburn (VF : Stanislas Forlani) : Caleb Rivers
- Janel Parrish (VF : Geneviève Doang) : Mona Vanderwaal
- Lesley Fera (VF : Céline Monsarrat) : Veronica Hastings
- Lindsey Shaw (VF : Marie-Eugénie Maréchal) : Paige McCullers
- Tammin Sursok (VF : Adeline Chetail) : Jenna Marshall
- Torrey DeVitto (VF : Véronique Desmadryl) : Melissa Hastings
- Brendan Robinson (VF : Antoine Schoumsky) : Lucas Gottesman
- Cody Christian (VF : Olivier Martret) : Mike Montgomery
- Bryce Johnson (VF : Alexandre Gillet) : Darren Wilden
- Brant Daugherty (VF : Thierry D'Armor) : Noel Kahn
- Ryan Merriman (VF : Jean-François Cros) : Ian Thomas
- Chuck Hittinger (VF : Donald Reignoux) : Sean Ackard
- Diego Boneta (VF : Paolo Domingo) : Alex Santiago

### Invités
- Nolan North (VF : Georges Caudron) : Peter Hastings
- Julian Morris (VF : Alexis Tomassian) : Wren Kingston
- Parker Bagley (VF : Emmanuel Garijo) : Jason DiLaurentis
- Andrea Parker (VF : Françoise Rigal) : Jessica DiLaurentis
- Yani Gellman (VF : Jérémy Prévost) : Garrett Reynolds
- Roark Critchlow (VF : Arnaud Arbessier) : Tom Marin
- Natalie Floyd (VF : Olivia Luccioni) : Kate Randall
- Paloma Guzmán (VF : Anne Tilloy) : Jackie Molina
- Claire Holt (VF : Ludivine Maffren) : Samara Cook
- Amanda Schull (VF : Edwige Lemoine) : Meredith Sorenson
- Jim Titus (VF : Daniel Lobé): Barry Maple
- Eric Steinberg (VF : Constantin Pappas) : Wayne Fields
- John O'Brien (VF : Fabrice Lelyon) : Principal Hackett

## Épisodes

### Épisode 1:Retour à Rosewood
- États-Unis : 8 juin 2010 sur ABC Family
- France : 23 janvier 2011 sur Orange Cinéhappy
- France :  12 avril 2013 sur D17
- Québec : 29 août 2011 sur VRAK.TV[3]

- États-Unis : 2,47 millions de téléspectateurs

- Tammin Sursok (Jenna Marshall)
- Bryce Johnson (Darren Wilden)
- Carlo Marks (Ian Thomas)
- James Neate (Toby Cavanaugh)
- Janel Parrish (Mona)
- Nia Peeples (Pam Fields)
- Cody Christian (Mike Montgomery)
- Cameron K. Smith (Témoin de Scène de Crime)
- Amber Borycki (Meredith Gates)
- Torrey DeVitto (Melissa Hastings)
- Michael Bean (Prêtre)
- Anne Marie DeLuise (Mme DiLaurentis)
- Julian Morris (Wren Kinkston)
- Dale Wolfe (Reporter),
- Amanda Schull (Meredith Sorenson)

Alison DiLaurentis, Aria Montgomery, Emily Fields, Hanna Marin et Spencer Hastings sont cinq amies très soudées. Lors d'une petite soirée entre amies, la leader de la bande, Alison, disparaît. Dès lors, le groupe se dissout.

### Épisode 2:Le secret de Jenna
- États-Unis : 15 juin 2010 sur ABC Family
- France : 23 janvier 2011 sur Orange ciné happy
- France :  12 avril 2013 sur D17
- Québec : 5 septembre 2011 sur VRAK.TV

- États-Unis : 2,48 millions de téléspectateurs

- Janel Parrish (Mona Vanderwall)
- Amanda Schull (Meredith)
- Carey James (Jock)
- Steven Krueger (Ben)
- Tammin Sursok (Jenna Cavanaugh)
- Cody Christian (Mike Montgomery)
- Julian Morris (Wren Kim)
- Keegan Allen (Toby Cavanaugh)
- Ruben Dario (Serveur)

### Épisode 3:Faire son deuil
- États-Unis : 22 juin 2010 sur ABC Family
- France : 30 janvier 2011 sur Orange ciné happy
- France :  12 avril 2013 sur D17
- Québec : 12 septembre 2011 sur VRAK.TV

- États-Unis : 2,74 millions de téléspectateurs

- Keegan Allen (Toby Cavanaugh)
- Brant Daugherty (Noel)
- Steven Krueger (Ben)
- Julian Morris (Wren Kim)
- Janel Parrish (Mona Vanderwall)
- Amanda Schull (Meredith)

### Épisode 4:Loin des yeux, loin du cœur
- États-Unis : 29 juin 2010 sur ABC Family
- France : 30 janvier 2011 sur Orange Cinéhappy
- France :  19 avril 2013 sur D17
- Québec : 19 septembre 2011 sur VRAK.TV

- États-Unis : 2,09 millions de téléspectateurs

- Keegan Allen (Toby Cavanaugh)
- Natalie Floyd (Kate)
- Heather Mazur (Isabel)
- Julian Morris (Wren Kim)
- Roark Critchlow (Tom Marin)
- Keith Pillow (Mr. Sheldrake)

### Épisode 5:Dure réalité
- États-Unis : 6 juillet 2010 sur ABC Family
- France : 6 février 2011 sur Orange Cinéhappy
- France :  19 avril 2013 sur D17
- Québec : 26 septembre 2011 sur VRAK.TV

- États-Unis : 2,62 millions de téléspectateurs

- Diego González (Alex Santiago)
- Tammin Sursok (Jenna Cavanaugh)
- Patrick J. Adams (Hardy)
- Carlson Young (Amber)
- Cody Christian (Mike Montgomery)
- Keith Pillow (Mr. Sheldrake)
- Nolan North (Peter Hastings)

### Épisode 6:Le bal de rentrée
- États-Unis : 13 juillet 2010 sur ABC Family
- France : 6 février 2011 sur Orange Cinéhappy
- France :  19 avril 2013 sur D17
- Québec : 3 octobre 2011 sur VRAK.TV

- États-Unis : 2,69 millions de téléspectateurs

- Diego González (Alex Santiago)
- Janel Parrish (Mona Vanderwall)
- Tammin Sursok (Jenna Cavanaugh)
- Carlson Young (Amber Victorino)
- Keegan Allen (Toby Cavanaugh)
- Brian Letscher (Mr. Gazzaro)
- Chuck Hittinger (Sean Ackard)
- Torrey DeVitto (Melissa Hastings)

### Épisode 7:Lendemain de fête
- États-Unis : 20 juillet 2010 sur ABC Family
- France : 13 février 2011 sur Orange Cinéhappy
- France :  26 avril 2013 sur D17
- Québec : 10 octobre 2011 sur VRAK.TV

- États-Unis : 2,55 millions de téléspectateurs

- Diego González (Alex Santiago)
- Tammin Sursok (Jenna Cavanaugh)
- Chuck Hittinger (Sean Ackard)
- Brendan Robinson (Lucas Gottesman)
- Cody Christian (Mike Montgomery)
- Jim Titus (Officier Barry Maple)
- Nia Peeples (Pam Fields)
- Sara Shepard (Mlle Shepard)
- Mark Beltzman (Charlie)

### Épisode 8:Ne m'oubliez pas
- États-Unis : 27 juillet 2010 sur ABC Family
- France : 13 février 2011 sur Orange Cinéhappy
- France :  26 avril 2013 sur D17
- Québec : 17 octobre 2011 sur VRAK.TV

- États-Unis : 2,52 millions de téléspectateurs

- Tammin Sursok (Jenna Cavanaugh)
- Chuck Hittinger (Sean Ackard)
- Brendan Robinson (Lucas Gottesman)
- Brant Daugherty (Noel Kahn)
- Parker Bagley (Jason DiLaurentis)
- Ryan Merriman (Ian Thomas)
- Bryce Johnson (Darren Wilden)

### Épisode 9:En pleine tempête
- États-Unis : 3 août 2010 sur ABC Family
- France : 20 février 2011 sur Orange Cinéhappy
- France :  26 avril 2013 sur D17
- Québec : 24 octobre 2011 sur VRAK.TV

- États-Unis : 2,55 millions de téléspectateurs

- Brendan Robinson (Lucas Gottesman)
- Brant Daugherty (Noel Kahn)
- Lesley Fera (Veronica Hastings)
- Yvette Freeman (School Administrator)
- Bryce Johnson (Darren Wilden)
- Diego Boneta (Alex Santiago)

Un jour de SAT (ndlr: Scholastic Aptitude Test = examens) est suspendu alors qu’une violente tempête frappe Rosewood. Mais, au lieu de profiter de l’ajournement des tests, les filles sont coincées à l’école et doivent faire face aux problèmes qui les suivent partout. Chaque fille se retrouve au milieu d’une situation intense que ça soit entre amis, un potentiel intérêt amoureux, un petit ami et un parent, ou entre le passé et le présent. Les filles finiront la journée pensant qu’une journée de test aurait été beaucoup mieux que cette journée de tempête.

### Épisode 10:Je vous vois
- États-Unis : 10 août 2010 sur ABC Family
- France : 20 février 2011 sur Orange Cinéhappy
- France : 3 mai 2013 sur D17
- Québec : 31 octobre 2011 sur VRAK.TV

- États-Unis : 3,07 millions de téléspectateurs

- Eric Steinberg (Colonel Fields)
- April Grace (Agent Cooper)
- Nia Peeples (Pam Fields)
- Helen Slayton-Hughes (Mrs. Potter)
- Ryan Meyers (Riley)
- Brant Daugherty (Noel Kahn)
- Keegan Allen (Toby Cavanaugh)
- Janel Parrish (Mona Vanderwaal)

Quand la découverte d’une nouvelle pièce à conviction sur la disparition d’Alison entraîne l’arrivée du FBI en ville, la dernière chose que les filles veulent est d’aller « glamper » (camping glamour) pour la fête d’anniversaire de Mona. Mais lorsqu’elles reçoivent un texto qui insinue que -A sera de la partie, Spencer pense que c’est leur chance de mettre un terme à toutes ses menaces. Une fois à Camp Mona, ni la manucure ni la pédicure n'arrivent à changer les idées aux filles quand la soirée prend une tournure dangereuse.

### Épisode 11:Révélations
- États-Unis : 3 janvier 2011 sur ABC Family
- France : 4 septembre 2011 sur Orange Cinéhappy
- France : 3 mai 2013 sur D17
- Québec : 7 novembre 2011 sur VRAK.TV

- États-Unis : 4,22 millions de téléspectateurs

- Ryan Merriman (Ian Thomas)
- Eric Steinberg (Colonel Fields)
- Nia Peeples (Pam Fields)
- Tammin Sursok (Jenna Marshall)
- Torrey DeVitto (Melissa Hastings)
- Brant Daugherty (Noel Kahn)
- Brendan Robinson (Lucas Gottesman)
- Jim Titus (Officer Barry Maple)
- Janel Parrish (Mona Vanderwall)

### Épisode 12:Chantage
- États-Unis : 10 janvier 2011 sur ABC Family
- France : 4 septembre 2011 sur Orange Cinéhappy
- France : 3 mai 2013 sur D17
- Québec : 14 novembre 2011 sur VRAK.TV

- États-Unis : 3,21 millions de téléspectateurs

- Janel Parrish (Mona Vanderwall)
- Tammin Sursok (Jenna Marshall)
- Keegan Allen (Toby Cavanaugh)
- Brant Daugherty (Noel Kahn)
- Brendan Robinson (Lucas Gottesman)
- Chuck Hittinger(Sean Ackard)
- Diego Boneta (Alex Santiago)
- Lesley Fera (Veronica Hastings)
- Eric Steinberg (Colonel Fields)
- Nia Peeples (Pam Fields)

### Épisode 13:Connais tes ennemis
- États-Unis : 17 janvier 2011 sur ABC Family
- France : 11 septembre 2011 sur Orange Cinéhappy
- Québec : 21 novembre 2011 sur VRAK.TV

- États-Unis : 2,99 millions de téléspectateurs

- Keegan Allen (Toby Cavanaugh)
- Brant Daugherty (Noel Kahn)
- Ryan Merriman (Ian Thomas)
- April Grace (Agent Cooper)
- Nia Peeples (Pam Fields)
- Cody Christian (Mike Montgomery)
- John O'Brien (Principal)
- Torrey DeVitto (Melissa Hastings)

### Épisode 14:Encore une danse!
- États-Unis : 24 janvier 2011 sur ABC Family
- France : 11 septembre 2011 sur Orange Cinéhappy
- Québec : 28 novembre 2011 sur VRAK.TV

- États-Unis : 3,17 millions de téléspectateurs

- Brendan Robinson (Lucas Gottesman)
- Chuck Hittinger (Sean Ackard)
- Ryan Merriman (Ian Thomas)
- Tyler Blackburn (Caleb Rivers)
- Alona Tal (Simone)
- Kristen Cloke (Susan)
- Sasha Pieterse (Alison DiLaurentis)
- Ian Harding (Ezra Fitz)

### Épisode 15:Un mensonge ne suffit pas
- États-Unis : 31 janvier 2011 sur ABC Family
- France : 18 septembre 2011 sur Orange Cinéhappy
- Québec : 5 décembre 2011 sur VRAK.TV

- États-Unis : 3,19 millions de téléspectateurs

- Lindsey Shaw (Paige McCullers)
- Parker Bagley (Jason DiLaurentis)
- Tyler Blackburn (Caleb Rivers)
- Paula Newsome (Coach Fulton)

### Épisode 16:Je suis une amie
- États-Unis : 7 février 2011 sur ABC Family
- France : 18 septembre 2011 sur Orange Cinéhappy
- Québec : 12 décembre 2011 sur VRAK.TV

- États-Unis : 3,14 millions de téléspectateurs

- Torrey DeVitto (Melissa Hastings)
- Lindsey Shaw (Paige McCullers)
- Keegan Allen (Toby Cavanaugh)
- Tyler Blackburn (Caleb Rivers)
- Ryan Merriman (Ian Thomas)
- Paula Newsome (Coach Fulton)

### Épisode 17:Méprise
- États-Unis : 14 février 2011 sur ABC Family
- France : 25 septembre 2011 sur Orange Cinéhappy
- France : 17 mai 2013 sur D17
- Québec : 19 décembre 2011 sur VRAK.TV[4]

- États-Unis : 2,35 millions de téléspectateurs

- Lindsey Shaw (Paige McCullers)
- Tyler Blackburn (Caleb Rivers)
- Tammin Sursok (Jenna Marshall)
- Keegan Allen (Toby Cavanaugh)
- Daniel Travis (James Leland)
- Connor Trinneer (Nick McCullers)
- Nia Peeples (Pam Fields)
- Jill Holden (Mme Welch)

### Épisode 18:Mauvaise graine
- États-Unis : 21 février 2011 sur ABC Family
- France : 25 septembre 2011 sur Orange Cinéhappy
- France : 17 mai 2013 sur D17
- Québec : 9 janvier 2012 sur VRAK.TV[5]

- États-Unis : 2,9 millions de téléspectateurs

- Janel Parrish (Mona Vanderwall)
- Keegan Allen (Toby Cavanaugh)
- Tyler Blackburn (Caleb Rivers)
- Tammin Sursok (Jenna Marshall)
- Ryan Merriman (Ian Thomas)
- Elizabeth J. Carlisle (Tipsy)

### Épisode 19:Témoin capital
- États-Unis : 28 février 2011 sur ABC Family
- France : 2 octobre 2011 sur Orange Cinéhappy
- Québec : 16 janvier 2012 sur VRAK.TV

- États-Unis : 2,69 millions de téléspectateurs

- Lindsey Shaw (Paige McCullers)
- Keegan Allen (Toby Cavanaugh)
- Torrey DeVitto (Melissa Hastings)
- Tyler Blackburn (Caleb Rivers)
- Tammin Sursok (Jenna Marshall)
- Ryan Merriman (Ian Thomas)
- Nolan North (Peter Hastings)
- Lesley Fera (Veronica Hastings)
- Yani Gellman (Off. Garrett Reynolds)
- Josh Clark (Détective Breyer)

### Épisode 20:Surveillée de près
- États-Unis : 7 mars 2011 sur ABC Family
- France : 2 octobre 2011 sur Orange Cinéhappy
- Québec : 23 janvier 2012 sur VRAK.TV

- États-Unis : 2,95 millions de téléspectateurs

- Tyler Blackburn (Caleb Rivers)
- Lindsey Shaw (Paige McCullers)
- Keegan Allen (Toby Cavanaugh)
- Ryan Merriman (Ian Thomas)
- Tammin Sursok (Jenna Marshall)
- Chuck Hittinger (Sean Ackard)
- Lesley Fera (Veronica Hastings)
- Cody Christian (Mike Montgomery)

### Épisode 21:La fête des fondateurs
- États-Unis : 14 mars 2011 sur ABC Family
- France : 9 octobre 2011 sur Orange Cinéhappy
- Québec : 30 janvier 2012 sur VRAK.TV

- États-Unis : 2,94 millions de téléspectateurs

- Tyler Blackburn (Caleb Rivers)
- Ryan Merriman (Ian Thomas)
- Lesley Fera (Veronica Hastings)
- Claire Holt (Samara)
- Yani Gellman (Officier Garrett Reynolds)
- Paula Cale (Mme Ackard)
- Paloma Guzmán (Jackie Molina)
- Tammin Sursok (Jenna Marshall)
- Keegan Allen (Toby Cavanaugh)
- Torrey DeVitto (Melissa Hastings)
- Janel Parrish (Mona Vanderwall)
- Lindsey Shaw (Paige McCullers)

### Épisode 22:La fille qui en savait trop
- États-Unis : 21 mars 2011 sur ABC Family
- France : 9 octobre 2011 sur Orange Cinéhappy
- Québec : 6 février 2012 sur VRAK.TV[6]

- États-Unis : 3,64 millions de téléspectateurs

- Tammin Sursok (Jenna Marshall)
- Janel Parrish (Mona Vanderwall)
- Torrey DeVitto (Melissa Hastings)
- Ryan Merriman (Ian Thomas)
- Keegan Allen (Toby Cavanaugh)
- Tyler Blackburn (Caleb Rivers)
- Brant Daugherty (Noel Kahn)
- Yani Gellman (Officier Garrett Reynolds)
- Brendan Robinson (Lucas Gottesman)
- Lesley Fera (Veronica Hastings)
- Jim Titus (Officier Barry Maple)
- Paloma Guzmán (Jackie Molina)
- Nia Peeples (Pam Fields)
- Tilky Jones (Logan Reed)

## Audiences

### Aux États-Unis
| - Saison 1 (première diffusion, États-Unis) |